# Mouvement autonome en Italie
Le mouvement autonome se cristallise en Italie en deux vagues. La première, en 1973, s'incarne principalement sous le nom d'« Autonomia Operaia » (Autonomie ouvrière), en référence au concept d'« autonomie ouvrière » ou d'« autonomie prolétarienne ». 
Une deuxième vague de l'« autonomie italienne » a lieu en 1977. Celle-ci se distancie nettement de l'opéraïsme et du marxisme en général et se veut « créative ».  

## Histoire

### L'origine
L'origine du « mouvement » se place d'abord d'un point de vue théorique autour de la réflexion entreprise sur la nouvelle composition ouvrière en utilisant entre autres l'enquête de terrain : revue Quaderni Rossi (1er numéro en septembre 1961) animée entre autres par un sociologue du PCI Raniero Panzieri. En 1964, Mario Tronti, Antonio Negri et Romanio Alquati fondent une nouvelle revue Classe Operaia. Cette revue mène un travail sur la transformation de la classe ouvrière italienne et l'arrivée massive de jeunes ouvriers  immigrés de l'intérieur (Sud Italien = Mezzogiorno)  qui vont  modifier et sa composition et renouveler les méthodes de lutte dans les entreprises, peu d'entre eux étant syndiqués. 

### L'opéraïsmeet l'Autonomiade 1973
C'est en 1968/1969 que le mouvement gagne l'ensemble du pays : en 1968 d'abord avec la rencontre de militants étudiants et de jeunes ouvriers aux portes des usines comme à Turin, autour de Fiat Mirafiori : 50 000 salariés, ou à Porto Marghera, dans la zone industrielle de Venise, mais aussi à Milan, Gênes et Naples. Ces groupes informels se cristallisent tout au long de l'année 1969 qui voit une première vague de lutte au printemps, puis lors de l'automne chaud de septembre à novembre. C'est à ce moment qu'apparaissent les premières actions de sabotage de masse comme à la Fiat. Un peu partout se créent des assemblées ouvriers-étudiants qui vont se réunir pendant les vacances 1969 en « congrès » à Turin en regroupant les « avant-gardes » des principales usines. À la fin de cette réunion s'opère une séparation en plusieurs groupes : se créent alors « Lotta Continua », « Potere Operaio » et un « Cercle Lénine », mais beaucoup restent « inorganisés » [réf. nécessaire] .
C'est à ce moment qu'ont lieu les premiers attentats, qui marquent le début de ce qu'on appelle la « strategia della tensione » (Stratégie de la Tension), attentats qui d'emblée sont imputés à l'extrême gauche (aux anarchistes précisément : voir l'affaire Pinelli). Ceci s'ajoute à une violence policière et aux actions armées des néo-fascistes, le résultat est qu'une partie importante du mouvement va penser que l'État est prêt à tout  pour « criminaliser les luttes » et qu'il est « primordial de s'armer  pour pouvoir d'abord se défendre, voire riposter ».

De plus avec la « crise » qui s'aggrave en 1973 (guerre du Kippour entraînant une hausse du prix de l'essence et les premières vagues de restructurations industrielles entraînant elles-mêmes des luttes contre les licenciements) la situation politique se tend dangereusement. D'un côté la Démocratie Chrétienne multiplie les alliances gouvernementales de centre gauche, de l'autre le PCI  théorise sur l'échec du Frente Popular d'Allende au Chili (coup d'état du 11 septembre)  pour élaborer ce qui se sera appelé plus tard le Compromis Historique. Il s'agit pour lui d'obtenir aussi une relative paix sociale, ce qui va l'amener à s'opposer de plus en plus aux différents mouvements « autonomes », y compris physiquement dans les manifestations [réf. nécessaire] . 
Mouvements qui au fil des ans, ont débordé des entreprises pour toucher les quartiers périphériques des grandes villes où désormais se pratiquent l'auto réduction des loyers, l'action de masse pour la baisse du prix des transports en commun et au fur et à mesure de la montée de l'inflation l'auto-réduction des prix dans les magasins (certaines actions étant « protégées » par des militant(e)s armé(e)s) 
La lutte touche aussi les prisons, les militants emprisonnés entrent en contact avec des prisonniers de « droit commun » qui se radicalisent à leur contact (ainsi la commission « prisons » de Lotta Continua constituera l'armature du groupe NAP Nuclei Armati Proletari) [réf. nécessaire] . 

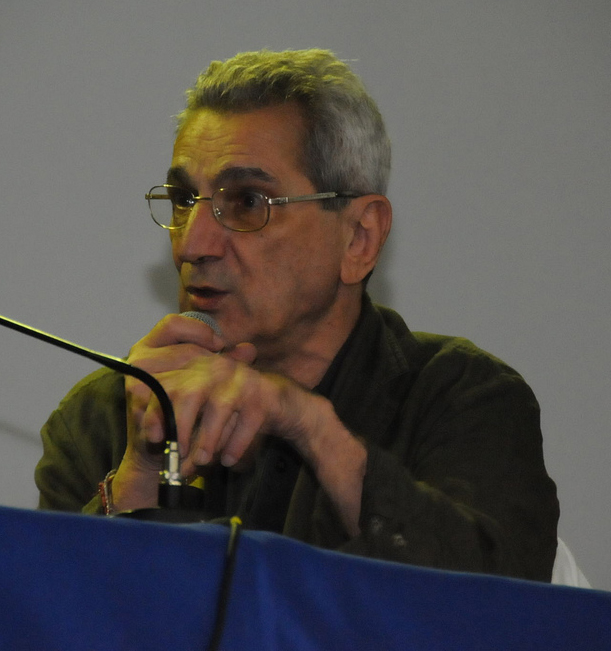
Toni Negri : leader de Rosso
(1974-1979).

Le 23 mars 1973, 400 délégués se réunissent à Bologne pour fonder la coordination italienne des comités autonomes ouvriers. Regroupement de comités ouvriers et de collectifs de quartiers, l'Autonomie italienne rassemble également à partir de 1976 des centaines de bandes de jeunes défendant l'émeute comme forme de lutte contre l'État et le capitalisme [réf. nécessaire] .  
De nombreux autonomes italiens sont directement issus du Parti communiste. Certains viennent également de différentes organisations d'extrême gauche comme  Il Manifesto, Potere Operaio (Pouvoir Ouvrier), et Lotta Continua. Les partisans de Toni Negri rejoignent l'Autonomie dès 1973. Ils défendent une conception léniniste de l'Autonomie ouvrière qui prône la création d'un « Parti Autonome » [réf. nécessaire] .   
À partir de 1975, l'Autonomie italienne est rejointe par des militants issus de Potere Operaio et de Lotta Continua qui se regroupent autour d'Oreste Scalzone pour créer le Comitato Comunista per il Potere Operaio (Comité Communiste pour le Pouvoir Ouvrier). Le Comitato Comunista per il Potere Operaio (COCOPO) représente la tendance insurrectionnaliste de l'Autonomie italienne. Le COCOPO prône ainsi un exercice direct de la violence militaire. À l'opposé, la tendance représentée par Toni Negri, organisée au sein des Collectifs Politiques Ouvriers, entend déléguer la lutte armée aux Brigades Rouges. En 1976, le COCOPO explose en une multitude de groupes armés : Comitati Comunisti per la Dittatura Proletaria à Rome, Unità Comuniste Combattenti à Florence, Prima Linea à Milan… Quant aux militants regroupés autour d'Oreste Scalzone, ils s'organisent à partir de 1977 au sein des Comitati Comunisti Rivoluzionari [réf. nécessaire] .

### La vague autonome de 1977
L'année 1977 est considérée comme l'apogée de l'autonomie italienne. La nouvelle vague autonome commence en février, avec l'expulsion de l'Université de Rome de Luciano Lama, le secrétaire de la CGIL, par des étudiants voulant marquer leur refus de toutes les institutions, partis et syndicats. Le 11 mars, à Bologne, au cours de heurts avec la police, un étudiant membre de Lotta continua, Francesco Lorusso, décède. Cet événement donne lieu à de nombreuses et violentes manifestations. 
À la suite de ces manifestations, une nouvelle vague de contestation s'étend à travers toutes les grandes villes d'Italie. L'année 1977 est marquée par une progression de la violence, notamment des attaques contre les biens (sièges de partis, commissariats, entreprises, tribunaux, casernes, etc.). Selon le ministère de l'Intérieur, un attentat a lieu toutes les quatre heures.   
À la différence de la première période de l'histoire de l'autonomie italienne, il faut distinguer deux composantes radicalement divergentes dans le mouvement de 1977. 

#### L'«autonomie du désir»
La première tendance se veut spontanée, « créatrice », festive, culturelle. Le discours est moins orienté vers la classe ouvrière. On est loin des revendications salariales habituelles, on scande : « Du travail pour tous, mais très peu et sans aucun effort ». On ne se dit plus tant « militant » mais « Indiens métropolitains » : des jeunes gens qui se barbouillent le visage de toutes les couleurs et disputent  les « centres métropolitains » aux « Vestons bleus » et aux « Visages Pâles » .   
Le mouvement s'éloigne des fabriques pour se centrer sur les Centri Sociali (squats), les fanzines, les radios libres, dont la plus célèbre est la Radio Alice de Bologne. Le mouvement donne une large place au féminisme, à l'écologie, aux revendications homosexuelles, à la dépénalisation des drogues. Plutôt que de défier le pouvoir, il tend à créer des structures alternatives,.  

#### L'«autonomie du P38»
La deuxième tendance du mouvement autonome de 1977 est profondément différente. Prenant prétexte des heurts entre manifestants et policiers, et des affrontements entre militants de droite et de gauche, elle prône une culture de la violence. Elle affirme la nécessité de se « militariser » et d'organiser les « nouveaux sujets sociaux » pour lancer la lutte armée contre l'État,.  
Une mythologie se crée après la diffusion de la photo du militant Giuseppe Memeo, militant d'Autonomia Operaia et futur membre des Proletari Armati per il Comunismo (PAC), qui brandit, cagoulé, un pistolet P38 face à la police à Milan. Lors de chaque manifestation, des groupes masqués menacent la police en imitant de leurs doigts la forme du P38. Mais ensuite, de réels P38 commencent à remplacer les cocktails Molotov, notamment dans les manifestations de Bologne et de Milan.  

#### Le «Congrès» de Bologne
Les 23, 24 et 25 septembre 1977, un congrès du « Mouvement », informel, est organisé à Bologne. La ville, dont la mairie communiste s'est montrée très hostile à l'autonomie, est choisie comme « symbole de l'hypocrisie sociale-politique du compromis historique ». 80'000 personnes participeront aux manifestations et aux activités. Devant le stade, les deux tendances, l'Autonomie créative et l'Autonomie P trente-huitarde, s'affrontent physiquement. Les partisans de l'Autonomie violente sont surnommés « Volchéviques », du nom du cercle romain de la rue des Volsci, qui abrite leurs principaux théoriciens.

### Après la fin de la vague de 1977
Progressivement, l'Autonomie italienne se militarise, chaque collectif autonome créant son propre groupe armé pour organiser hold-up, incendies, attentats à l'explosif, et « jambisations » (tirs d'armes à feu dans les jambes). Le mouvement autonome italien s'effondre subitement en 1979 : sur les 25 000 militants incarcérés ou sur les plusieurs centaines qui s'exilent à l'étranger, (la plupart en France et en Amérique latine où ils bénéficieront de l'asile politique) certains viennent des secteurs de l'Autonomie, d'autres de groupes plus « léninistes » comme Brigate Rosse (Brigades Rouges) qui restera le plus important des groupes armés italiens par le nombre de militants ou sympathisants « actifs ». 
Une partie importante des Autonomes se replie dans les Centres Sociaux des grandes villes comme Turin ou Milan [réf. souhaitée] . 
En février 2007, Oreste Scalzone est de retour en Italie après vingt-six ans d'exil.
En 2012 à Tarente, lors d'un mouvement de protestation contre la fermeture par décision de justice (« Le 26 juillet 2012, le tribunal de Tarente après une longue enquête, avait annoncé la fermeture des hauts-fourneaux et de la cokerie pour cause de pollution… »), mouvement regroupant et la direction de l'usine, les syndicats et les partis de gauche « traditionnels », on voit apparaître « un groupe d’abord minuscule rassemblant quelques ouvriers de l’usine dont les plus anciens ont connu les belles années de l’autonomie ouvrière, des ouvriers d’autres usines, des habitants du quartier, des jeunes, des chômeurs ». Groupe qui va déclarer qu'à contrario de se battre pour rouvrir une usine polluante,  c’est « à l’État et à la famille Riva de payer les conséquences du désastre pour la santé qu’ils ont créé » [réf. souhaitée] .
Son nom Comitato cittadini operai Taranto (Comité habitants-ouvriers de Tarente) dans un premier temps, puis Comitato cittadini e lavoratori liberi e pensanti (Comité habitants et travailleurs libres et pensants) il va mobiliser tout au long du mois d'août 2012 plusieurs milliers de personnes…
C'est la plus importante « résurgence » de l'autonomie ouvrière en Italie de ces dernières années (source : Refuser le chantage santé contre travail, lutter pour le revenu garanti : l’exemple de l’ILVA à Tarente (Italie) Mouvement Communiste/Kolektivně proti Kapitălu Bulletin no 2, 15 septembre 2012) [réf. souhaitée]